# جون إتش ليفينغستون
جون إتش ليفينغستون (بالإنجليزية: John Henry Livingston)‏ هو طيار أمريكي، ولد في 30 نوفمبر 1897 في سيدار فولز في الولايات المتحدة، وتوفي في 30 يونيو 1974 في Pompano Beach Airpark ‏ في الولايات المتحدة.